# Hans Speidel (Landrat)
Hans Speidel (* 28. Februar 1900 in Schlatt; † 5. Mai 1984 in Hechingen) war ein deutscher Jurist und Kommunalpolitiker.

## Werdegang
Speidel schloss sein Studium der Geschichte und der Rechtswissenschaften in Freiburg, Tübingen und Frankfurt 1930 mit der Promotion an der Universität Freiburg ab. Sein Referendariat leistete er in Frankfurt, Köln und Berlin. Danach war er von 1929 bis 1940 als Rechtsanwalt in Köln tätig. Von 1940 bis 1946 arbeitete er in Schlatt als Rechtsanwalt und Notar. Am 24. August 1946 wurde er Landrat des Landkreises Hechingen. Er blieb bis zum 29. September 1966 im Amt.
Die Gemeinde Schlatt hat Hans Speidel 1970 zu ihrem Ehrenbürger ernannt. Speidel war seit 1921 Mitglied der katholischen Studentenverbindung KDStV Hercynia Freiburg im Breisgau.
Sein Grab befindet sich auf dem Friedhof von Schlatt.

## Schriften
- Die unzüchtige Theateraufführung. Eine strafrechtliche Abhandlung. Dissertation Universität Freiburg/Br. 1930.
- Der erste Landtag zu Hohenzollern-Hechingen in den Jahren 1835-1836. In: Zeitschrift für hohenzollerische Geschichte, Bd. 7/8 (1971/72), S. 77–118.
- Verwaltungs- und Gebietsreform. In: Walter Grube (Bearb.): Vogteien, Ämter, Landkreise in Baden-Württemberg. Bd. 2. Kohlhammer, Stuttgart 1975, S. 7–55, ISBN 3-17-002446-9.
- (mit Friedrich Römer): Kreisgeschichte ab 1945, 1, Der Altkreis Balingen. In: Erhard Lazi (Hrsg.): Der Zollernalbkreis. Theiss, Stuttgart 1979, S. 149–157, ISBN 3-8062-0205-2.
- (mit Friedrich Römer): Kreisgeschichte ab 1945, 2, Der Altkreis Hechingen. In: Ebd., S. 159–168.
- Heimatbuch Schlatt. Stadt Hechingen 1980.
- Der Landkreis Hechingen 1945-1955. In: Zeitschrift für hohenzollerische Geschichte, Bd. 21 (1985), S. 243–284.